# カラマト・フセイノフ
カラマト・フセイノフ（Karamat Huseynov　1998年4月30日- ）はアゼルバイジャン出身の柔道選手。階級は60kg級。

## 経歴
2015年のヨーロッパユースオリンピックフェスティバル55㎏級で2位となった。2017年のヨーロッパジュニア60㎏級では優勝するも、世界ジュニアでは準決勝で古賀玄暉を袖釣込腰で破るが、決勝で杉本大虎に崩袈裟固で敗れて2位だった。U23ヨーロッパ選手権では3位だった。2018年の世界選手権では準々決勝で高藤直寿に送襟絞で敗れるなどして5位だった。
2021年のヨーロッパ選手権では3位だった。世界選手権では3回戦で世界ランキング1位の永山竜樹を技ありで破るも、準々決勝でフランスのワリド・キヤーに敗れるが、その後の3位決定戦でカザフスタンのマグジャン・シャムシャディンを技ありで破って3位になった。

## 主な戦績
- 2015年 - ヨーロッパユースオリンピックフェスティバル　2位(55㎏級)
- 2017年 - ヨーロッパジュニア　優勝
- 2017年 - 世界ジュニア　2位
- 2017年 - U23ヨーロッパ選手権　3位
- 2018年 - 世界選手権　5位
- 2021年 - グランドスラム・トビリシ　3位
- 2021年 - ヨーロッパ選手権　3位
- 2021年 - 世界選手権　3位
- 2022年 -　グランドスラム・バクー　3位

(出典、JudoInside.com)